# あの町この町

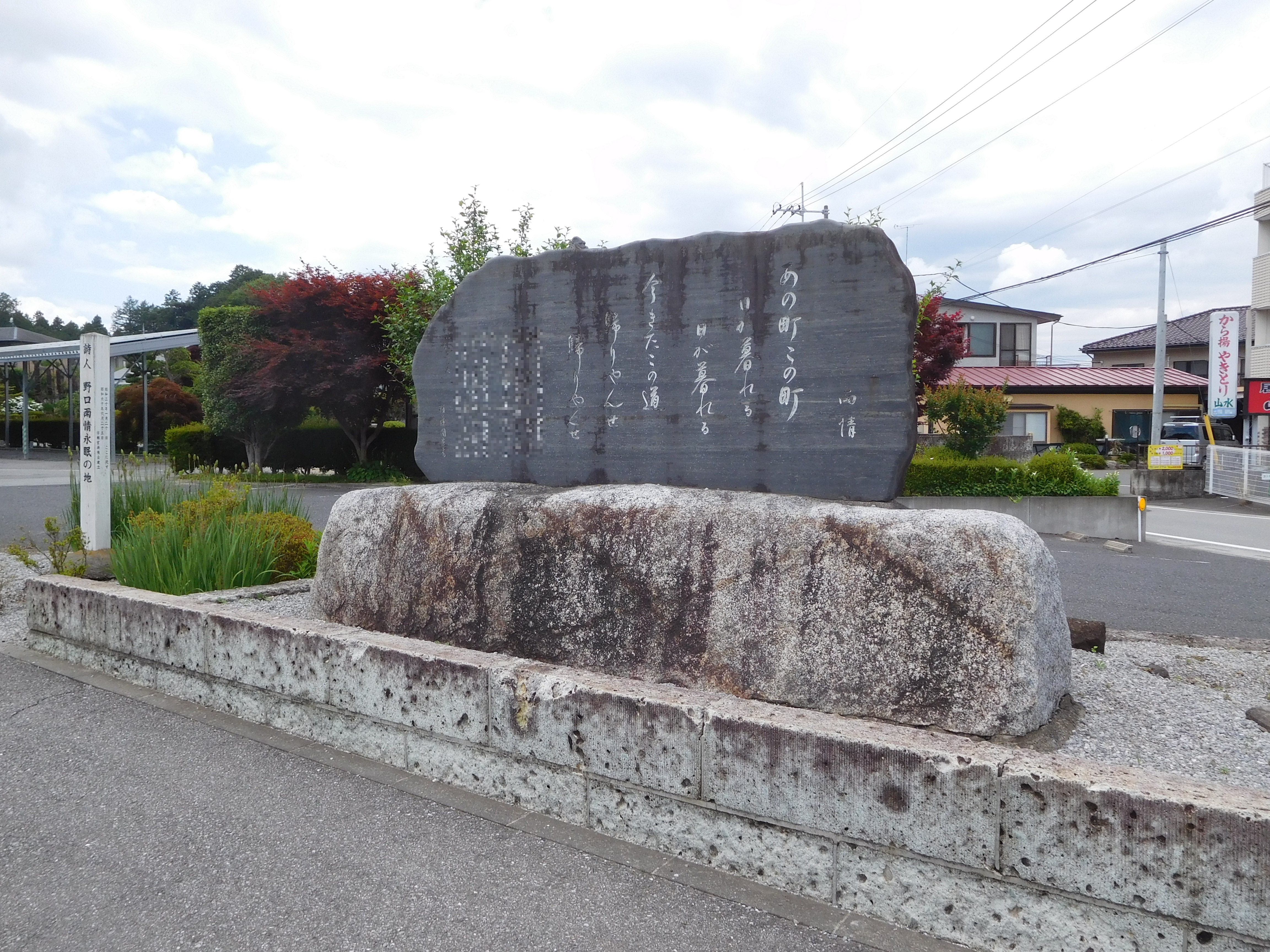
「あの町この町」の詩碑（栃木県宇都宮市）

『あの町この町』（あのまちこのまち）は、日本の童謡。2007年（平成19年）に日本の歌百選の1曲に選ばれた。

## 歴史
野口雨情作詞、中山晋平作曲による。初出は東京社（現ハースト婦人画報社）が出版する児童雑誌『コドモノクニ』1924年（大正13年）1月号とされる。この頃は雨情にとって全盛期であり、雨情の代表作の1つである。
作曲者の中山晋平は、この歌を口ずさみながら逝去したと伝えられている。

## 楽曲
楽譜は1925年（大正14年）4月に金の星社発行の「金の星童譜曲集第9集」に掲載された。民謡風の旋律であるが西洋音階を取り入れた新しい型の楽曲である。4分の2拍子で、主な旋律は八分音符4つで構成されているが、中山晋平は「はずみをつけて」という標語を記し、わらべ歌のような曲調で歌われる事が多い。

## 歌詞
夕暮れが迫るのも気にせずに遊んでいる子供たちに早く帰るよう呼び掛ける歌である。曲の題名であり、歌い出しでもある「あの町この町」は特定の町を想定したものではなく、田舎町の夕暮れと豊かな自然を歌ったものである。

## 歌碑
栃木県宇都宮市の野口雨情旧居の近くに、当楽曲の碑がある。野口の妻・つるが当地を離れる際に、思い出の証として記念となるものを残したいと、歌人の蓬田露村に相談したことがきっかけで建立されたもので、つるの希望によりこの楽曲が刻まれた。